# 성남분당우체국
성남분당우체국(城南盆唐郵遞局)은 대한민국 경기도 성남시 분당구 서현동에 있는 대한민국 과학기술정보통신부 우정사업본부 경인지방우정청 소속의 우편물 취급기관이다.

## 연혁
- 1995년 8월 4일: 청사 준공
- 1995년 9월 1일: 성남분당우체국 개국, 제세공과금 모점업무 및 어음교환 업무개시(성남우체국에서 이관)
- 1997년 10월 1일: 계편제 폐지 및 3과 1실로 직제개편(영업과,업무과,관리과,지도실)
- 2001년 7월 2일: 성남정든마을우편취급소 개국[2]
- 2001년 2월 1일: 여주,이천우체국 관리기능 광역화 (경영평가,급여,조체급 관서)
- 2002년 7월 8일: 중계업무(여주,이천,광주,하남): 성남우편집중국으로 이관
- 2008년 12월 29일: 성남판교동우체국을 성남운중동우체국으로 명칭 변경[3]
- 2010년 11월 8일: 우편구역을 분당구 전 지역으로 고시[4]
- 2010년 12월 27일: 성남삼평동우체국 개국[5]
- 2013년 1월 31일: 성남탑마을우편취급국, 성남구미무지개우편취급국, 성남수내역우편취급국 위탁계약 해지[6]
- 2014년 1월 1일: 우편구역을 다음과 같이 고시[7]

| 배달국         | 배달구역      | 구역번호                                                                                                   |
| -------------- | ------------- | --- |
| 성남분당우체국 | 성남시 분당구 | 13440, 13441 13447 13454 ~ 13638 (단, 13446, 13448, 13453, 13471, 13501, 13381의 수정구, 중원구 지역 제외) |

- 2014년 9월 1일: 성남수내역우편취급국 폐국[8]
- 2019년 4월 15일: 판교테크노밸리우편취급국 개국[9]

## 관할 우체국
| 우체국명                 | 사진 | 주소                                                                | 비고                                            |
| ------------------------ | ---- | ------------------------------------------------------------------- | ----------------------------------------------- |
| 성남구미동우체국         |      | 경기도 성남시 분당구 돌마로 90번길 6-3(구미동)                      |                                                 |
| 성남구미무지개우편취급국 |      | 경기도 성남시 분당구 구미로 124 103호(구미동, 굿모닝프라자)         |                                                 |
| 성남삼평동우체국         |      | 경기도 성남시 분당구 동판교로 266번길 20(삼평동)                    | 2010년 12월 27일 신설                           |
| 성남서현1동우체국        |      | 경기도 성남시 분당구 중앙공원로 39번길 31(서현동)                   |                                                 |
| 성남서현2동우체국        |      | 경기도 성남시 분당구 분당로 263번길 49(서현동)                      |                                                 |
| 성남수내동우체국         |      | 경기도 성남시 분당구 내정로 166번길 27(수내동)                      |                                                 |
| 성남수내역우편취급국     |      | 경기도 성남시 분당구 황새울로 200번길 36 202호(수내동,동부루트빌딩) | 2014년 9월 1일 폐국                             |
| 성남야탑동우체국         |      | 경기도 성남시 분당구 장미로 86번길 17(야탑동)                       |                                                 |
| 성남야탑목련우편취급국   |      | 경기도 성남시 분당구 야탑남로 230(야탑동)                           |                                                 |
| 성남운중동우체국         |      | 경기도 성남시 분당구 운중로 138번길 7-1(운중동)                     | 2008년 12월 29일 성남판교동우체국에서 명칭 변경 |
| 성남정든마을우편취급국   |      | 경기도 성남시 분당구 불정로 119 109호(정자동, 한진상가)             | 2001년 7월 2일 신설                             |
| 성남정자동우체국         |      | 경기도 성남시 분당구 정자일로 198번길 6(정자동)                     |                                                 |
| 성남탑마을우편취급국     |      | 경기도 성남시 분당구 판교로 437 206호(야탑동, 숭문상가)             |                                                 |
| 성남한솔마을우편취급국   |      | 경기도 성남시 분당구 느티로 67 104호(정자동, 수내상가)              |                                                 |
| 판교테크노밸리우편취급국 |      | 경기도 성남시 분당구 판교로227번길 6, 105호(삼평동)                 | 2019년 4월 15일 신설                            |

## 조직
- 우편물류과
  - 집배실
  - 특수발착
  - 운용실
  - 소포실
- 경영지도실
- 지원과
- 영업과
  - 고객지원실